# Fabro
Fabro es una localidad italiana de la provincia de Terni, región de Umbría, con 2.926 habitantes.

## Evolución demográfica
| Gráfica de evolución demográfica de Fabro entre 1861 y 2001 |
|                                                             |
| Fuente ISTAT - Elaboración gráfica por parte de Wikipedia   |